# Мухтар ульд Сіді-Ахмед
Мухтар ульд Сіді-Ахмед (*д/н — бл. 1905) — емір Адрару в 1869—1871, 1899—1901, 1904—1905 роках.

## Життєпис
Походив з арабського клану ульд-джафрія. Молодший син еміра Сіді-Ахмеда I. Після смерті батька 1828 року разом з братами втік до емірату Трарза. 1855 року за допомогою трарзійськогое міра Мухаммада ал-Хабіба спробував повалити старшого брата Ахмеда I. Втім незважаючи на військові успіхи не вдалося схопити того. 1856 року відступив до Трарзи.
У 1869 році скористався боротьбою за владу, що почалася 1861 року, повалив чергового еміра Усмана II. Проте не зміг отримав широкої підтримки. Тому вже 1871 року Мухтара було повалено небожем Ахмедом II. Мухтар втік до Адрару.
1893 році за підтримки еміра Бакара почав боротьбу за владу. 1899 року після повалення еміра Ахмеда III посів трон. Разом з тим через хворобу все менше приділяв час державним справам. Тому його син Ахмед IV 1901 року повалив батька. Але того підтримав могутнє плем'я хасанідів — авлад-кайлан. Внаслідок запеклої боротьби 1904 року Ахмеда IV було переможено та вбито, а Мухатара I відновлено на троні.
Він стикнувся з новими викликами. В цей час французи заснували Протекторат Мавританія, зайнявши сусідні емірати Трарза і Бракна, вели війну з Тагантом. Разом з тим поширювався рух суфіїв та повстання марабутів. Зрештою 1905 року шейхами авлад-кайлану еміра Мухтара було повалено й заслано до Таганту. Новим еміром став Сіді-Ахмед II.